# Terminalichus serratus
Terminalichus serratus är en spindeldjursart som beskrevs av Nassar och Ghai 1981. Terminalichus serratus ingår i släktet Terminalichus och familjen Tenuipalpidae. Inga underarter finns listade i Catalogue of Life.